# Рудольф фон Готтшаль
Рудольф фон Ґотшалль (нім. Rudolf von Gottschall; 1823—1909) — німецький поет, письменник, літературний критик та історик літератури. Редактор літературного журналу «Unsere Zeit» («Наш час»). Батько відомого шахіста Г. Ґотшаля.
Народився у місті Бреслау в сім'ї прусського офіцера-артилериста. Здобув освіту в гімназіях в Майнці і Кобурзі, потім навчався в Растенбурзі в Східній Пруссії. У 1841 році вступив на юридичний факультет в Університет Кенігсберга, але був виключений за свої політичні погляди; закінчити навчання він зміг тільки в Берліні. Ще будучи студентом, взяв живу участь у ліберальному русі того часу і видав анонімно «Lieder der Gegenwart» (2 вид., 1842) і «Zensurflüchtlinge» (2 вид., 1843). Сповнені юнацького натхнення, вони відразу принесли молодому поетові велику популярність.